# シンガポール・クロコダイル・ファーム

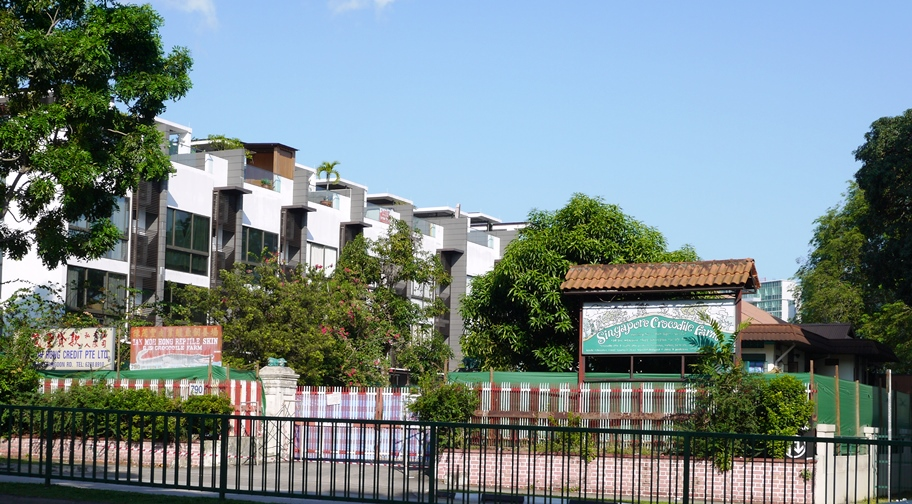
シンガポール・クロコダイル・ファーム正面（2013年8月）。既に閉鎖されているが、看板は残されている。

シンガポール・クロコダイル・ファーム(Singapore Crocodile Farm)とは、シンガポールにあったワニ養殖場である。一般にも公開され、シンガポールの観光名所として機能していたが、2012年に閉鎖された。
1945年、事業家の陳岳泉がワニ皮販売のため住居内にワニ飼育施設を設けたのが始まりである。この種の施設としてはシンガポール最初の施設であり、当初は10頭を飼育するのみであったが、その後事業は拡大し、陳岳泉は「鰐魚王」（ワニ王）と呼ばれるようになった。
また施設は一般の見学を無料で受け入れ、飼育されているワニのほか、加工場でハンドバッグやバンドに加工する工程も見学することができた。1972年にはルイス・マウントバッテンが訪問したほか、海外からも客を集めたが、2012年に閉鎖され、施設は売りに出された。後に施設は解体され、跡地はコンドミニアムに転用されている。